# Плантејшон Мобајл Хоум Парк (Флорида)
Плантејшон Мобајл Хоум Парк (енгл. Plantation Mobile Home Park) насељено је место без административног статуса у америчкој савезној држави Флорида.

## Демографија
По попису из 2010. године број становника је 1.260, што је 42 (3,4%) становника више него 2000. године.
| Група             | 2000.       | 2010.       |
| Белци             | 808 (66,3%) | 564 (44,8%) |
| Афроамериканци    | 160 (13,1%) | 181 (14,4%) |
| Азијати           | 5 (0,4%)    | 16 (1,3%)   |
| Хиспаноамериканци | 212 (17,4%) | 491 (39,0%) |
| Укупно            | 1.218       | 1.260       |